# Opatov (ort i Tjeckien, Vysočina, lat 49,43, long 15,39)
Opatov är en ort i Tjeckien.   Den ligger i regionen Vysočina, i den centrala delen av landet, 100 km sydost om huvudstaden Prag. Opatov ligger 660 meter över havet och antalet invånare är 202.
Terrängen runt Opatov är huvudsakligen platt, men åt sydost är den kuperad.Runt Opatov är det ganska tätbefolkat, med 54 invånare per kvadratkilometer. Närmaste större samhälle är Jihlava, 14,7 km öster om Opatov. I omgivningarna runt Opatov växer i huvudsak blandskog.